# Campeonato Mundial de Atletismo de 2022 - Lançamento de dardo masculino
A competição do lançamento de dardo masculino no Campeonato Mundial de Atletismo de 2022 foi realizada no estádio Hayward Field, em Eugene, nos Estados Unidos, entre os dias 21 a 23 de julho de 2022.

## Recordes
Antes da competição, os recordes eram os seguintes:
| Recorde mundial                               | Jan Železný (CZE)      | 98.48 | Jena, Alemanha             | 25 de maio de 1996      |
| Recorde do campeonato                         | Jan Železný (CZE)      | 92.80 | Edmonton, Canadá           | 12 de agosto de 2001    |
| Recorde do ano                                | Anderson Peters (GRN)  | 93.07 | Doha, Catar                | 13 de maio de 2022      |
| Recorde da África                             | Julius Yego (KEN)      | 92.72 | Pequim, China              | 26 de agosto de 2015    |
| Recorde da Ásia                               | Cheng Chao-tsun (TPE)  | 91.36 | Taipé, Taiwan              | 26 de agosto de 2017    |
| Recorde da América do Norte, Central e Caribe | Anderson Peters (GRN)  | 93.07 | Doha, Catar                | 13 de maio de 2022      |
| Recorde da América do Sul                     | Edgar Baumann (PAR)    | 84.70 | San Marcos, Estados Unidos | 17 de outubro de 1999   |
| Recorde da Europa                             | Jan Železný (CZE)      | 98.48 | Jena, Alemanha             | 25 de maio de 1996      |
| Recorde da Oceania                            | Jarrod Bannister (AUS) | 89.02 | Brisbane, Austrália        | 29 de fevereiro de 2008 |

## Medalhistas
| Ouro                  | Prata               | Bronze               |
| Anderson Peters (GRN) | Neeraj Chopra (IND) | Jakub Vadlejch (CZE) |

## Marca de qualificação
| Marca de qualificação |
| --------------------- |
| 85.00 m               |

## Calendário
| Data        | Horário | Fase         |
| ----------- | ------- | ------------ |
| 21 de julho | 17:05   | Qualificação |
| 23 de julho | 18:35   | Final        |

Todos os horários estão no horário local (UTC-7)

## Resultados

### Qualificação
Qualificação: 83,50 m (Q) ou as 12 melhores performances (q). 
| Pos. | Grupo | Atleta              | Nacionalidade     | Tentativa | Tentativa | Tentativa | Marca | Notas |
| Pos. | Grupo | Atleta              | Nacionalidade     | 1         | 2         | 3         | Marca | Notas |
| ---- | ----- | ------------------- | ----------------- | --------- | --------- | --------- | ----- | ----- |
| 1    | B     | Anderson Peters     | Granada           | 89.91     |           |           | 89.91 | Q     |
| 2    | A     | Neeraj Chopra       | Índia             | 88.39     |           |           | 88.39 | Q     |
| 3    | B     | Julian Weber        | Alemanha          | 87.28     |           |           | 87.28 | Q     |
| 4    | A     | Jakub Vadlejch      | Chéquia           | 85.23     |           |           | 85.23 | Q     |
| 5    | A     | Ihab Abdelrahman    | Egito             | 77.34     | 83.41     | x         | 83.41 | q     |
| 6    | B     | Oliver Helander     | Finlândia         | 82.41     |           |           | 82.41 | q     |
| 7    | A     | Genki Dean          | Japão             | 79.26     | 79.33     | 82.34     | 82.34 | q,    |
| 8    | A     | Curtis Thompson     | Estados Unidos    | 81.73     | 81.50     | x         | 81.73 | q,    |
| 9    | B     | Arshad Nadeem       | Paquistão         | 76.15     | 74.38     | 81.71     | 81.71 | q,    |
| 10   | B     | Andrian Mardare     | Moldávia          | 80.83     | 79.41     | x         | 80.83 | q     |
| 11   | B     | Rohit Yadav         | Índia             | 80.42     | x         | 77.32     | 80.42 | q     |
| 12   | A     | Lassi Etelätalo     | Finlândia         | 75.41     | 79.40     | 80.03     | 80.03 | q     |
| 13   | B     | Patriks Gailums     | Letônia           | 75.49     | 75.63     | 79.66     | 79.66 |       |
| 14   | B     | Julius Yego         | Quênia            | 79.60     | 75.33     | 76.41     | 79.60 |       |
| 15   | A     | Rolands Štrobinders | Letônia           | 77.83     | 76.50     | 79.39     | 79.39 |       |
| 16   | A     | Keshorn Walcott     | Trinidad e Tobago | x         | 78.87     | 76.63     | 78.87 |       |
| 17   | B     | Manu Quijera        | Espanha           | 76.53     | 78.61     | 78.29     | 78.61 |       |
| 18   | A     | Toni Keränen        | Finlândia         | 76.13     | 78.52     | x         | 78.52 |       |
| 19   | B     | Kenji Ogura         | Japão             | 78.48     | 75.22     | 77.20     | 78.48 |       |
| 20   | A     | David Carreon       | México            | 77.61     | 76.79     | 76.80     | 77.61 |       |
| 21   | B     | Cameron McEntyre    | Austrália         | 65.72     | x         | 77.50     | 77.50 |       |
| 22   | B     | Leandro Ramos       | Portugal          | 77.34     | 76.27     | 72.48     | 77.34 |       |
| 23   | A     | Johan Grobler       | África do Sul     | 76.30     | 73.74     | x         | 76.30 |       |
| 24   | B     | Tim Glover          | Estados Unidos    | x         | 75.68     | 73.10     | 75.68 |       |
| 25   | A     | Alexandru Novac     | Roménia           | 75.12     | 74.34     | 75.20     | 75.20 |       |
| 26   | A     | Cruz Hogan          | Austrália         | 69.74     | 73.03     | x         | 73.03 |       |
| 27   | B     | Ethan Dabbs         | Estados Unidos    | x         | 72.81     | 72.35     | 72.81 |       |
| 28   | A     | Andreas Hofmann     | Alemanha          | x         | x         | x         | NM    |       |

### Final
A final ocorreu dia 23 de julho às 18:35.
| Pos.              | Atleta           | Nacionalidade  | Tentativa | Tentativa | Tentativa | Tentativa | Tentativa | Tentativa | Marca | Notas                |
| Pos.              | Atleta           | Nacionalidade  | 1         | 2         | 3         | 4         | 5         | 6         | Marca | Notas                |
| ----------------- | ---------------- | -------------- | --------- | --------- | --------- | --------- | --------- | --------- | ----- | -------------------- |
| Medalha de ouro   | Anderson Peters  | Granada        | 90.21     | 90.46     | 87.21     | 88.11     | 85.83     | 90.54     | 90.54 |                      |
| Medalha de prata  | Neeraj Chopra    | Índia          | x         | 82.39     | 86.37     | 88.13     | x         | x         | 88.13 |                      |
| Medalha de bronze | Jakub Vadlejch   | Chéquia        | 85.52     | 87.23     | 88.09     | 83.48     | 81.31     | 82.88     | 88.09 |                      |
| 4                 | Julian Weber     | Alemanha       | 86.86     | 71.88     | 73.00     | x         | 81.76     | 83.53     | 86.86 |                      |
| 5                 | Arshad Nadeem    | Paquistão      | x         | 75.13     | 82.05     | 86.16     | 83.63     | x         | 86.16 | Recorde da temporada |
| 6                 | Lassi Etelätalo  | Finlândia      | 78.27     | 82.70     | x         | –         | 80.71     | 80.99     | 82.70 | Recorde da temporada |
| 7                 | Andrian Mardare  | Moldávia       | 79.55     | x         | 82.26     | 79.42     | 81.07     | x         | 82.26 |                      |
| 8                 | Oliver Helander  | Finlândia      | x         | x         | 82.24     | x         | x         | x         | 82.24 |                      |
| 9                 | Genki Dean       | Japão          | 77.81     | x         | 80.69     |           |           |           | 80.69 |                      |
| 10                | Rohit Yadav      | Índia          | 77.96     | 78.05     | 78.72     |           |           |           | 78.72 |                      |
| 11                | Curtis Thompson  | Estados Unidos | 78.39     | x         | x         |           |           |           | 78.39 |                      |
| 12                | Ihab Abdelrahman | Egito          | x         | 72.76     | 75.99     |           |           |           | 75.99 |                      |

Legenda
| Recorde mundial       | Recorde mundial (World record)               |                       | Recorde africano                      | Recorde africano (African) |                                           | Q | Classificado por posição (Qualified) |
| Recorde do campeonato | Recorde do campeonato (Championship record)  | Recorde da América    | Recorde da América (Americas)         | q                          | Classificado por melhor tempo (Qualified) |   |                                      |
| Melhor marca do ano   | Melhor marca do ano (World leading)          | Recorde asiático      | Recorde asiático (Asian)              | DNS                        | Não largou (Did not start)                |   |                                      |
| Recorde nacional      | Recorde nacional (National record)           | Recorde europeu       | Recorde europeu (European)            | DNF                        | Não terminou (Did not finish)             |   |                                      |
| Recorde pessoal       | Recorde pessoal do atleta (Personal best)    | Recorde da Oceania    | Recorde da Oceania (Oceania)          | DSQ / DQ                   | Desclassificado (Disqualified)            |   |                                      |
| Recorde da temporada  | Recorde da temporada do atleta (Season best) | Recorde sul-americano | Recorde sul-americano (South America) | NM                         | Sem marca (No mark)                       |   |                                      |